# B.B. e il cormorano
B.B. e il cormorano è un film del 2003 diretto da Edoardo Gabbriellini, presentato nella Settimana internazionale della critica del 56º Festival di Cannes.

## Trama
Mario è un giovane introverso che sogna di scappare da una vita piatta e noiosa per andare a vivere di musica in America. Per raggiungere il suo scopo, accetta di lavorare come idraulico in una fatiscente ex colonia fascista che viene riconvertita in un improvvisato villaggio vacanze. Qui incontrerà una serie di personaggi solo in apparenza surreali, un tipico campionario di personaggi tipici della provincia italiana, mosche bianche che Mario scoprirà essere molto più simili a lui di quanto non creda.